# J. N. Findlay
John Niemeyer Findlay (25 de noviembre de 1903-27 de septiembre de 1987), generalmente citado como J.N. Findlay, fue un filósofo sudafricano.

## Formación y trayectoria
Después de leer los clásicos y filosofía cuando era niño y estudiar en la Universidad de Pretoria, Findlay recibió una beca Rhodes para el Balliol College de Oxford durante los años 1924-1926. Completó el curso de clásicos de Oxford (también conocido como "Grandes") en junio de 1926, y permaneció durante un fragmento de un tercer año antes de regresar a una oposición de cátedra en Sudáfrica. Más tarde completó su doctorado en 1933 en Graz, donde estudió con Ernst Mally. De 1927 a 1966 fue profesor de filosofía en la Universidad de Pretoria, la Universidad de Otago en Nueva Zelanda, el Rhodes University College, Grahamstown, la Universidad de Natal, Pietermartizburg, el King's College, Newcastle y King's College, Londres. Después de retirarse de su cátedra en Londres (1966) y un año en la Universidad de Texas en Austin, Findlay continuó enseñando a tiempo completo durante más de veinte años, primero como Profesor Clark de Filosofía Moral y Metafísica en la Universidad de Yale (1967-1972) y luego como profesor universitario de filosofía Borden Parker Bowne (sucediendo a Peter Bertocci) en la Universidad de Boston (1972-1987).
Findlay fue presidente de la Sociedad Aristotélica de 1955 a 1956 y presidente de la Sociedad Metafísica de América de 1974 a 1975, así como miembro de la Academia Británica y de la Academia Estadounidense de Artes y Ciencias. También fue Asesor Editorial de la revista Dionysius. Una cátedra para profesores visitantes en la Universidad de Boston lleva su nombre, al igual que un premio bienal otorgado al mejor libro en metafísica, según lo juzga la Sociedad Metafísica de América. Findlay tuvo un gran compromiso con el bienestar y la formación de generaciones de estudiantes (a Leroy S. Rouner le gustaba presentarlo como "Plotino encarnado"), enseñando filosofía en un aula universitaria tras otra durante sesenta y dos años académicos consecutivos. El 10 de septiembre de 2012, Findlay fue votado como el octavo "filósofo en activo más subestimado en los EE. UU. desde aproximadamente 1900 hasta mediados de siglo" en una encuesta realizada entre los lectores de <i>Leiter Reports: A Philosophy Blog</i>, terminando detrás de George Santayana, Alfred North Whitehead y Clarence Irving Lewis.
El ensayo autobiográfico de Findlay, 'Confessions of Theory and Life', está impreso en Transcendence and the Sacred, ed. por AM Olson y LS Rouner, Notre Dame y Londres: University of Notre Dame Press, 1981, págs. 176–92.

## Ámbitos de interés

### Misticismo racional
En un momento en que el materialismo científico, el positivismo, el análisis lingüístico y la filosofía del lenguaje ordinario eran las ideas académicas centrales, Findlay defendió la fenomenología, revivió el hegelianismo y escribió obras inspiradas en la teosofía, el budismo, Plotino y el idealismo. En sus libros publicados en la década de 1960, incluidas dos series de conferencias Gifford, Findlay desarrolló el misticismo racional. Según este sistema místico, "las perplejidades filosóficas, por ejemplo, relativas a universales y particulares, mente y cuerpo, conocimiento y sus objetos, el conocimiento de otras mentes", así como las del libre albedrío y el determinismo, causalidad y teleología, moralidad y justicia, y la existencia de objetos temporales, son experiencias humanas de profundas antinomias y absurdos sobre el mundo. La conclusión de Findlay es que estos aspectos requieren la postulación de esferas superiores, o "latitudes", donde la individualidad de los objetos, la distinción categórica y las restricciones materiales disminuyen, menos en cada latitud que en la que está debajo. En las esferas más elevadas, la existencia es evaluativa y significativa más que cualquier otra cosa, y Findlay la identifica con la idea de Lo Absoluto. En 2012, la principal obra de Findlay sobre Platón, junto con ambas colecciones de sus "conferencias cueva", volvieron a imprimirse por cortesía de la serie Routledge Revivals ; y, a partir de 2019, ambos volúmenes de los artículos de revistas publicados de Findlay junto con sus principales obras sobre Hegel, Wittgenstein y la teoría del valor permanecen impresos gracias a la serie Routledge Library Editions .

### Husserl
Findlay tradujo al inglés las Logische Untersuchungen de Husserl (Investigaciones lógicas ), que consideró como el mejor trabajo del autor, que representa una etapa de desarrollo en la que la idea de los corchetes fenomenológicos aún no se había tomado como base de un sistema filosófico, que abarcaba de hecho un subjetivismo relajado. Para Findlay, la obra también fue uno de los picos de la filosofía en general, sugiriendo alternativas superiores tanto para los esfuerzos excesivamente minimalistas o naturalistas en ontología como para los tratamientos del lenguaje ordinario de la conciencia y el pensamiento. Findlay también contribuyó con la edición final y escribió adiciones a las traducciones de La lógica y la fenomenología del espíritu de Hegel. Y en 2013, Oxford University Press agregó el libro Kant de Findlay a la lista de trabajos que ahora reimprime bajo demanda  .

### Wittgenstein
Findlay fue primero un seguidor, y luego un crítico abierto , de Ludwig Wittgenstein. Denunció sus tres teorías del significado, argumentando en contra de la idea de uso, prominente en el período posterior de Wittgenstein y en sus seguidores, que es insuficiente para un análisis del significado sin nociones tales como connotación y denotación, implicación, sintaxis y, más originalmente, significados preexistentes, en la mente o en el mundo externo, que determinan los lingüísticos, como los que Husserl ha evocado. Findlay le da crédito a Wittgenstein por su gran atractivo formal, estético y literario, y por haber prestado una merecida atención a la semántica y sus dificultades.

## Obras

### Libros
- Teoría de los objetos de Meinong, Oxford University Press, 1933; 2ª ed. como Teoría de objetos y valores de Meinong, 1963
- Hegel: A Re-Examination, Londres: Allen & Unwin / Nueva York: Macmillan, 1958 ( Biblioteca de Filosofía de Muirhead )[12]
- Valores e intenciones, Londres: Allen & Unwin, 1961 (Biblioteca de Filosofía de Muirhead)
- Language, Mind and Value, Londres: Allen & Unwin / Nueva York: Humanities Press, 1963 (Biblioteca de Filosofía de Muirhead)
- The Discipline of the Cave, Londres: Allen & Unwin / Nueva York: Humanities Press, 1966 (Biblioteca de Filosofía Muirhead) ( Conferencias Gifford 1964-1965  )
- The Transcendence of the Cave, Londres: Allen & Unwin / Nueva York: Humanities Press, 1967 (Biblioteca de Filosofía Muirhead) ( Conferencias Gifford 1965-1966  )
- Ética axiológica, Londres: Macmillan, 1970
- Ascent to the Absolute, Londres: Allen & Unwin / Nueva York: Humanities Press, 1970 (Biblioteca de Filosofía de Muirhead)
- Psique y cerebro, Milwaukee: Marquette University Press, 1972
- Platón: Las doctrinas escritas y no escritas, Londres: Routledge y Kegan Paul / Nueva York: Humanities Press, 1974[13]
- Platón y el platonismo, Nueva York: New York Times Book Co., 1976
- Kant y el objeto trascendental, Oxford: Clarendon Press, 1981
- Wittgenstein: una crítica, Londres: Routledge y Kegan Paul, 1984

### Artículos
- " Time: A Treatment of Some Puzzles" ", Australasian Journal of Psychology and Philosophy, Vol. 19, Número 13 (diciembre de 1941): 216-235, DOI: 10.1080 / 00048404108541170
- "Moralidad por convención", Mind, vol. 33, núm. 210 (1944): 142–169, https://www.jstor.org/stable/2250746
- "¿Se puede refutar la existencia de Dios?", Mind, vol. 37, núm. 226 (1948): 176–183; reimpreso con discusión en Flew, A. y MacIntyre, AC, (eds.), New Essays in Philosophical Theology, Nueva York: Macmillan, 1955
- "Enfoque lingüístico de la psicofísica", Actas de la Sociedad Aristotélica, 1949-1950 https://www.jstor.org/stable/4544463
- "La justificación de las actitudes", Mind, vol. 43, núm. 250 (1954): 145–161 https://www.jstor.org/stable/2251252
- "Uso, costumbre y significado", Actas de la Sociedad Aristotélica, volúmenes suplementarios, vol. 35. (1961), págs. 223–242
- " Prólogo ", en Frederick G. Weiss, ed., Hegel: The Essential Writings, Harper & Row / Harper Torchbooks, 1974.ISBN 0-06-131831-0
- "Prólogo", en La lógica de Hegel, Primera parte de la Enciclopedia de las ciencias filosóficas (1830), Clarendon Press, 1975.ISBN 978-0-19-824512-4
- " Prólogo ", en Fenomenología del espíritu de Hegel, Oxford University Press, 1977.ISBN 0-19-824597-1
- " Análisis del texto ", en Fenomenología del espíritu, Oxford University Press, 1977: 495–592.ISBN 978-0-19-824597-1
- "The Myths of Platón", Dionysius, Volume II (1978): 19–34, (reimpreso en Alan Olson, ed., Myth, Symbol, and Reality, South Bend: University of Notre Dame Press, 1980, 165–84)
- " Dialéctica no escrita de Platón del Uno y el Grande y el Pequeño" (1983) La Sociedad de Filosofía Griega Antigua Newsletter, 113. (Acceso abierto)
- Findlay's Nachlass (lista de ensayos póstumos derivados de las notas de la conferencia de Findlay y publicados en The Philosophical Forum )